# Letnica
Letnica (bulharsky Летница) je město ležící na centrálním severu Bulharska, v Dolnodunajské nížině na úpatí Předbalkánu. Město je správním střediskem stejnojmenné obštiny a má přibližně 3 500 obyvatel.

## Historie
Zdejší oblast byla osídlena Thráky, prokazatelně od 4. století př. n. l., jak dokládají nálezy odkryté v roce 1963. Šlo o thrácký poklad obsahující stříbrné pozlacené součásti koňského postroje uložené v bronzovém kotli.
V dochovaných osmanských zápisech z 15. století je sídlo zapsáno a podle jeho slovanského názvu se usuzuje, že osada byla založena za bulharské říše. Slovo letnica znamená druh pšenice. V 19. století byla Letnica centrem nahije. Během bulharského obrození bylo sídlo mnohokrát zmiňováno v korespondenci Georgi Rakovského. Na město bylo povýšeno roku 1970.

## Obyvatelstvo
Ve městě žije 3 405 obyvatel a je zde trvale hlášeno 4 162 obyvatel. Podle sčítání 1. února 2011 bylo národnostní složení následující:
- Bulhaři: 2 002 (86.5 %)
- Romové: 111 (4.8 %)
- Turci: 32 (1.4 %)
- ostatní: 170 (7.3 %)